# مجلس استشاري

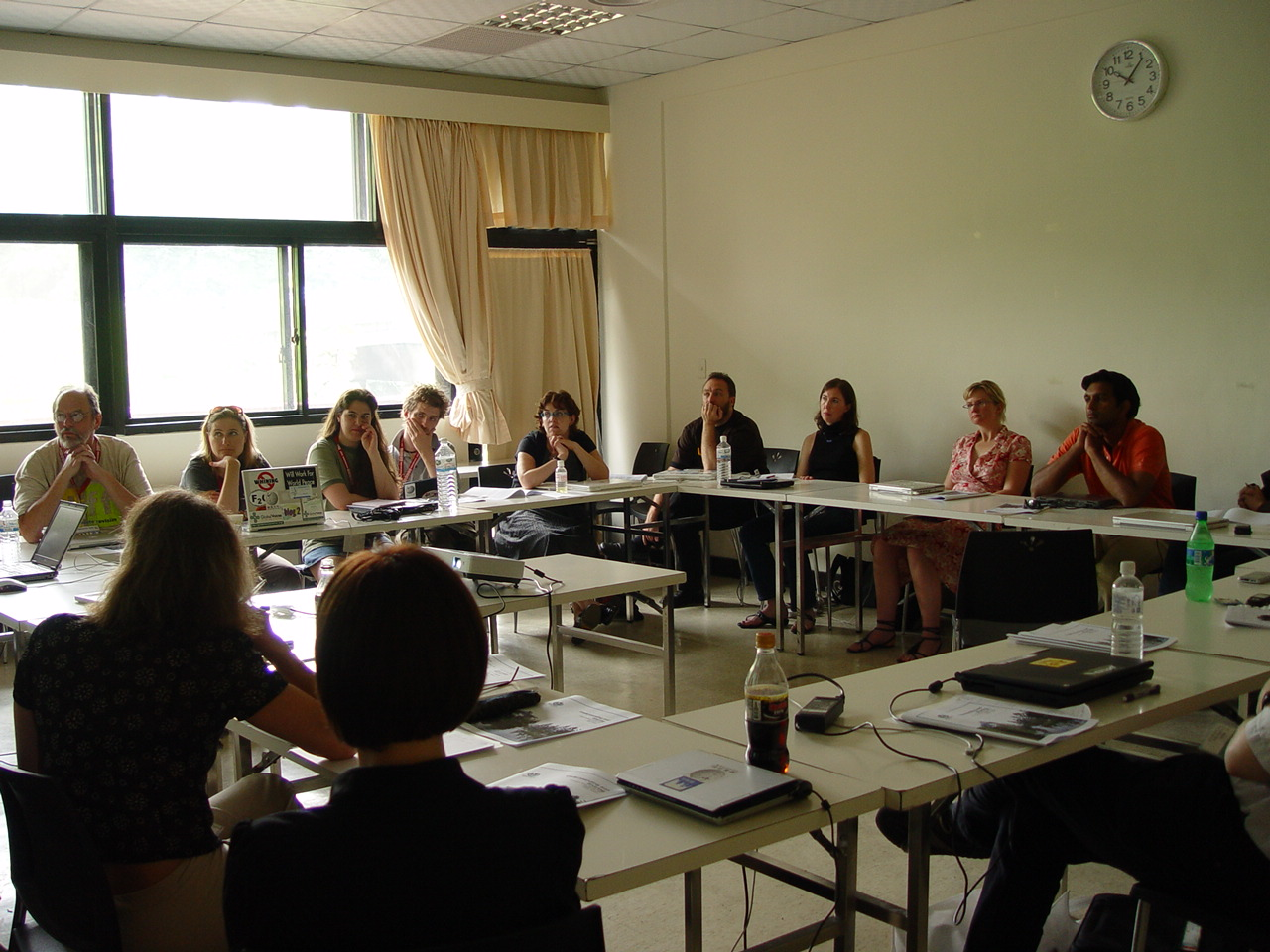

المجلس الاستشاري هو هيئة تقدم استشارات إستراتيجية غير ملزمة لإدارة شركة أو مؤسسة. الطبيعة غير الرسمية للمجلس الاستشاري تعطي مرونة أكبر في الهيكل والإدارة مقارنة مع مجلس الإدارة. حيث على عكس مجلس الإدارة، لا يملك المجلس الاستشاري سلطة التصويت على شؤون الشركة أو تحمل مسؤوليات ائتمانية قانونية. تختار العديد من الشركات الجديدة أو الصغيرة أن يكون لها مجالس استشارية من أجل الاستفادة من معرفة الآخرين.
وظيفة المجلس الاستشاري هي تقديم المساعدة للمؤسسات في أي شيء من التسويق إلى إدارة الموارد البشرية إلى التأثير على اتجاه المنظمين. تتكون المجالس الاستشارية من خبراء بارعين يقدمون نصائح مبتكرة ومنظورات ديناميكية. في اجتماع ربع سنوي أو نصف سنوي، يمكن للمجالس تقديم التوجيه الاستراتيجي وتوجيه تحسين الجودة وتقييم فعالية البرنامج.